# Philip Boyce

Bischofswappen von Philip Boyce

Philip Boyce OCD (* 25. Januar 1940 in Downings, County Donegal) ist ein irischer Ordensgeistlicher und emeritierter römisch-katholischer Bischof von Raphoe.

## Leben
Boyce ging zur Schule in Meevagh an der Derrhassen School und zum Castlemartyr College im County Cork. Nach seiner Schulzeit studierte er Philosophie in Dublin und Katholische Theologie an der Päpstlichen Fakultät Teresianum in Rom, wo er am 17. April 1966 zum Priester geweiht wurde. Boyce wurde Mitglied der Ordensgemeinschaft der Unbeschuhten Karmeliten. 1977 wurde er zum Doktor der Theologie mit einer Dissertationsschrift über die Spiritualität von Kardinal John Henry Newman. Nach dem Ende seines Studiums unterrichtete er am Teresianum in Rom Dogmatik. 
Am 29. Juni 1995 ernannte ihn Papst Johannes Paul II. zum Bischof von Raphoe. Der Sekretär der Kongregation für die Bischöfe, Erzbischof Jorge María Mejía, spendete ihm am 1. Oktober desselben Jahres die Bischofsweihe. Mitkonsekratoren waren der Apostolische Nuntius in Irland, Erzbischof Emanuele Gerada, und sein Amtsvorgänger Séamus Hegarty, Bischof von Derry.
Im Mai 1999 ernannte ihn der Papst zum Mitglied der Kongregation für den Gottesdienst und die Sakramentenordnung.
Am 9. Juni 2017 nahm Papst Franziskus seinen altersbedingten Rücktritt an.
Vom 26. März 2018 bis zum 15. April des folgenden Jahres war er Apostolischer Administrator des vakanten Bistums Dromore.